# Mount Brice
Mount Brice ist ein 1500 m hoher Berg, der 4 km westlich des Mount Abrams in den Behrendt Mountains im westantarktischen Ellsworthland aufragt.
Kartografisch erfasst wurde er durch Vermessungsarbeiten des United States Geological Survey und mithilfe von Luftaufnahmen der United States Navy zwischen 1961 und 1967. Das Advisory Committee on Antarctic Names benannte ihn nach Neil Mather Brice (1934–1974), Strahlungswissenschaftler im Gebiet des Berges zwischen 1961 und 1962.